# Sei Tawar
Sei Tawar is een bestuurslaag in het regentschap Labuhan Batu van de provincie Noord-Sumatra, Indonesië. Sei Tawar telt 1431 inwoners (volkstelling 2010).